# Richard Wilson (színművész, 1936)
Richard Wilson, születési nevén Iain (Ian) Carmichael Wilson, (Greenock, Skócia, 1936. július 9.) skót színpadi és filmszínész, színházrendező, színházigazgató, televíziós műsorvezető. Egyik legismertebb szerepe Vicor Meldrew alakja a BBC tévéadó Fél lábbal a sírban című szappanoperájában (1990–2001), és Gaius udvari orvos alakítása a BBC Merlin kalandjai című kalandfilm-sorozatában (2008–2012). 120-nál több filmben és tévsorozatban szerepelt. A Brit Birodalom Rendjével (OBE) tüntették ki.

## Élete

### Származása, tanulmányai
Nyugat-Skóciában, az Inverclyde megyei Greenockban született, itt járt iskolába. Természettudományi szakon tanult a Greenock Acadademy középiskolában. 
Egy glasgowi kórház laboratóriumában dolgozott laborasszisztensként,
közben letöltötte szolgálatát a Királyi Haderő Orvosi Szolgálatánál Szingapúrban. majd Londonba költözött.

### Színészi pályája
A londoni Royal Academy of Dramatic Art színiiskolában 1965-ben szerzett oklevelet, utána edinburgh-i, glasgow-i és manchesteri repertoár-színházaknál játszott, klasszikus és kortárs színművekben. Már 1965-tól filmszerepeket is vállalt. A televízióban kedvelt sorozatszínésszé vált. 1978-ban az Anyám büszke lehet tévésorozatban kapott állandó szerepet. Katona tisztet, politikust, orvost játszott több mozifilmben, így az 1984-es Út Indiába című filmdrámában, az 1986-os Bocsi, világvége és 1987-es Hegyezd a füled! c. vígjátékokban, és az 1989-es Forrongó évszak című, Dél-Afrikában játszódó apartheid-filmdrámában.
1990-ben felajánlották neki a BBC új szappanoperájának, a Fél lábbal a sírban-nak főszerepét, Victor Meldrew karakterét. Wilson először vonakodott, a szerepet majdnem Les Dawson színésznek adták, de Wilson még időben meggondolta magát, elvállalta a szerepet, amely pályájának egyik egyik legnagyobb sikerét hozta. Öregedő, rigolyás férjet játszott, aki sokat gyötri feleségét, Margaretet (Annette Crosbie).
1992-ben a Folytassa, Kolumbusz! című, gyengére sikerült filmvígjátékban játszotta Don Juan Felipe királyi pénzügyi ellenőr szerepét. 1997-ben a nagy sikerű Az ember, aki túl keveset tudott című kémfilm-vígjáték egyik főszerepében Sir Roger Daggenhurstöt, a brit birodalmi elit jellegzetes képviselőjét alakította. 2008–2012 között a BBC Merlin kalandjai című kalandfilm-sorozatának állandó szereplőjeként játszotta Gaiust, a király udvari orvosát.
A drámai színpadi művészet terén nyújtott teljesítményéért 1994-ben kitüntették a Brit Birodalom Rendjével (OBE). 1996 áprilisában három éves tartamra megválasztották a Glasgowi Egyetem rektorává.

### Magánélete
Wilson a melegjogok harcos aktivistája volt sok éven át, de saját irányultságáról nem nyilatkozott a sajtónak. 
2013-ban a Time Out magazin, Wilson ezirányú közlésére hivatkozott, és a legbefolyásosabb homoszexuális személyek közé sorolta őt.
Aktív támogatója a Brit Munkáspártnak. és a Scottish Youth Theater nevű, fiatal színművészeket felkaroló és támogató színházi mozgalomnak.
Sajtójelentések szerint 2016 augusztusában szívroham érte, emiatt a 2016-os Edinburgh-i Fringe Fesztiválon nem tudott részt venni. Felgyógyult, jelenleg (2022) is aktívan dolgozik.

## Főbb filmszerepei
- 2021: Around the World in 80 Days, tévésorozat; Mr. Grayson
- 2018: Sherlock Gnomes, animáció; Mr. Capulet hangja
- 2008–2012: Merlin kalandjai (Merlin), összes epizódban; Gaius
- 2011 Gnómeó és Júlia, animáció; Mr. Capulet hangja
- 2009–2010 Children in Need, tévésorozat; Gaius
- 2009: Démonvadász – Az utolsó Van Helsing (Demon), tévé-minisorozat; Simeon atya
- 2007–2008: Kingdom - Az igazak ügyvédje (Kingdom), tévésorozat; Barkway professzor
- 2007: Reichenbach Falls, tévéfilm; Arthur Conan Doyle
- 2006: A Harlot’s Progress, tévéfilm; Sir James Thornhill
- 2006: Szerelem és egyéb katasztrófák (Love and Other Disasters); anyakönyvvezető
- 2004–2005: Born and Bred, tévésorozat, összes epizódban; Dr. Donald Newman
- 2005: Ki vagy, doki? (Doctor Who), tévésorozat; Dr. Constantine
- 2001: Life as We Know It, tévésorozat, összes epizódban; Alex Cameron
- 2001: High Stakes, tévésorozat, összes epizódban; Bruce Morton
- 1990–2001: Fél lábbal a sírban (One Foot in the Grave); tévésorozat; összes epizódban; Victor Meldrew
- 1999: Life Support, tévésorozat, összes epizódban, John Doone
- 1998: Duck Patrol, tévésorozat, összes epizódban, Roland „Prof” Rose rendőrbiztos
- 1997: Az ember, aki túl keveset tudott (The Man Who Knew Too Little); Sir Roger Daggenhurst
- 1996: Lord of Misrule, tévéfilm; Bill Webster
- 1996: Gulliver utazásai (Gulliver’s Travels), tévé-minisorozat; nyelvtanár
- 1992-1994: Nyúl Péter és barátai (TV Series), tévésorozat;
- 1994: Under the Hammer (TV Series); összes epizódban; Ben Glazier
- 1992: Folytassa, Kolumbusz! (Carry on Columbus); Don Juan Felipe
- 1992: Inspector Morse, tévésorozat; Brian Thornton
- 1992: Az Éden másik arca (The Other Side of Paradise), tévé-minisorozat; Doktor Reid
- 1992: Mr. Bean, tévésorozat; The Trouble with Mr. Bean c. epizód; a fogorvos
- 1991: Selling Hitler, tévé-minisorozat; Henri Nannen
- 1991: Cluedo, tévésorozat; összes epizódban; Green tisztelendő
- 1989: Forrongó évszak (A Dry White Season); Cloete
- 1989: Eladó az egész világ! (How to Get Ahead in Advertising); John Bristol
- 1986-1988: Room at the Bottom, tévésorozat; összes epizódban; Toby Duckworth káplán
- 1987: Murder by the Book, tévéfilm; Sir Max Mallowan
- 1987: Hegyezd a füled! (Prick Up Your Ears); pszichiáter
- 1987: Tutti Frutti, tévé-minisorozat; összes epizódban; Eddie Clockerty
- 1985-1987: High & Dry, tévé-minisorozat; összes epizódban; Richard Talbot
- 1986: Bocsi, világvége (Whoops Apocalypse); Nigel Lipman külügyminiszter
- 1986: The Alamut Ambush, tévéfilm; Sir John Ryle
- 1986: A csodadoktor (Foreign Body); Partridge ezredes
- 1986: The Holy City, tévéfilm; McBain rendőr-főfelügyelő
- 1985: Sherlock Holmes kalandjai (The Adventures of Sherlock Holmes), A Vöröshajúak Klubja c. epizód; Duncan Ross
- 1984: Út Indiába (A Passage to India); Turton
- 1982-1983: Andy Robson, tévésorozat; összes epizódban; Mr. Ridley
- 1979-1982: Only When I Laugh, tévésorozat; összes epizódban; Dr. Gordon Thorpe
- 1980: Strangers, tévésorozat; Steven Wardrope
- 1977-1980: A Sharp Intake of Breath, tévésorozat; összes epizódban; Dad / Basil Dawson / Henshaw / …
- 1978: Anyám büszke lehet (Some Mothers Do ’Ave ’Em), tévésorozat; Mr. Harris
- 1973-1978: Crown Court, tévésorozat; összes epizódban; Jeremy Parsons királyi tanácsos
- 1977: The Sunday Drama, tévésorozat; Zuhatag frizura (Caledonian Cascade) epizód; Dr.Graham
- 1975 Le secret des dieux, tévé-minisorozat; sofőr
- 1968: The Flight of the Heron, tévés-minisorozat; Sir Everard Faulkner
- 1967: Danger Man, tévésorozat; Király a kabuki csoportban
- 1965: Romeo and Juliet, tévéfilm; Capulet
- 1965 Dr. Finlay’s Casebook, tévésorozat; Mason

## További információ
- Richard Wilson a PORT.hu-n (magyarul)
- Richard Wilson az Internetes Szinkronadatbázisban (magyarul)
- Richard Wilson az Internet Movie Database-ben (angolul)
- Richard Wilson a Rotten Tomatoeson (angolul)
- Richard Wilson. Filmkatalógus.hu (magyarul)
- Richard Wilson az AlloCiné weboldalán (franciául)
- Richard Wilson Profile (angol nyelven). famousfix.com. (Hozzáférés: 2023. január 18.)